# 荃灣西 (選區)
荃灣西（英語：Tsuen Wan West，代號：K05）是香港荃灣區議會下轄的選區，1994年設立，原稱麗興，2015年採用現名，2023年取消，末任區議員為民主黨成員易承聰。

## 範圍
選區橫跨荃灣市中心及荃灣西約，包括麗城花園第三期以及荃灣西站周邊的屋苑，名稱源於區內的荃灣西站。與其相連的選區有荃灣南、祈德尊、福來、愉景、荃灣中心、荃威、麗濤以及汀深選區，並且與青衣島隔海相望，投票站設於麗城花園附近的荃灣西約體育館。

## 沿革
第一代荃灣西選區於1982年區議會選舉採用，當時涵蓋大涌道以西至柴灣角一帶，其後由於區內多個屋苑落成，人口急速增加，在1985年起便分拆成荃灣西（南）及荃灣西（北）兩個選區，未有再次採用。而現有荃灣西選區前身麗興選區於1994年起設立，當時涵蓋海興路的臨時房屋區、麗城花園第三期、灣景花園以及青山公路汀九段至海美灣沿線，以麗城花園及臨時房屋區人口較多，故此麗城花園及海興路各取一字為選區名稱。
1994年區議會選舉，本區吸引到港同盟匯點推薦的鄭詠基及全民（社會服務）聯線楊福琪參選，結果由鄭詠基以七成得票當選。選後港同盟匯點合併成立民主黨，鄭亦成為創黨成員。1999年區議會選舉，因應社區發展成熟帶動人口增加，青山公路汀九段改劃到荃灣郊區東選區，唯油柑頭一帶仍屬本區，選舉由民主黨陳偉業由鄰近的福來轉區參選，對上以獨立名義參選的港進聯成員麥日超，結果陳以稍多於六百票差距勝出。
2003年區議會選舉，退出民主黨的陳偉業以獨立民主派身份競逐連任，建制派則有兩人參選，包括港進聯成員盧炳生及九十年代已經參選區議會的古揚邦，最終陳以六成多數票的大幅差距成功連任。
2006年，陳偉業與多名民主派人士組成社會民主連線。2007年區議會選舉，陳偉業以社民連成員身份競逐連任，建制陣營則有民主建港協進聯盟派出丘增強參選，結果陳以八百多票差距再度成功連任。
2011年區議會選舉陳偉業轉往屯門區議會樂翠選區狙擊民主黨何俊仁，以實踐其與黃毓民退出社民連所創立的人民力量宗旨，狙擊民主黨放棄爭取2012雙普選立場的決定；建制陣營則有民建聯派出服務本區一段日子的林琳參選，同時自由黨亦派出歐銘絲參選，人民力量方面則派出陳素玲期望保住議席。結果陳素玲只能守四分一選票，林琳以過半票為民建聯奪得議席，更擊敗只得兩成票的歐銘絲。
2015年區議會選舉，選管會以荃灣西站周邊及馬灣地區人口比基準多而重劃附近的選區，第二代荃灣西由原有的麗興選區荃灣西約部分加上荃灣西站周邊發展項目改劃而成。林琳於本區爭取連任，選舉吸引到另外兩名候選人，包括傘後組織荃灣民生動力的潘昭霖及麗城花園第三期業主權益關注組的朱順明。同時因應人口分佈設有兩個投票站，分別位於麗城花園附近的香港浸信會聯會小學及荃灣西站與荃灣市中心附近的荃灣聖芳濟中學。結果在建制派票源集中下，林琳得到過半得票連任，潘昭霖得到三成一票，而朱順明得一成七票。
2018年選舉管理委員會因應原有德華、楊屋道及荃灣西選區2019年預計人口均會超出法例上限，故增加新選區以吸納超出的人口。當中原楊屋道區界內爵悅庭的位置劃出荃灣南選區，吸納德華選區萬景峰及荃灣西選區御凱及環宇海灣，使各選區人口調整到法例許可幅度之內。林琳爭取連任，對上民主黨派出的易承聰，由於在8月荃灣二陂坊出現追斬途人事件，林琳於社交網站回應居民求助時指需要睡眠而未能協助，被指未有履行區議員責任，相反易承聰在現場直播情況。結果林以2,910票敗於易的4,718票，成功為泛民主派收復自2012年失落的議席。2021年7月，因應政府計劃追討協助民主派初選區議員的酬金津貼傳聞所帶動的區議員辭職潮中，易承聰辭去區議員職務。

## 歷屆議員
| 選區名稱 | 屆別                  | 議員   | 政治聯繫        | 政治聯繫          |
| -------- | --------------------- | ------ | --------------- | ----------------- |
| 麗興     | 1994年－1999年        | 鄭詠基 |                 | 民主黨            |
| 麗興     | 2000年－2003年        | 陳偉業 | 民主黨 → 無黨籍 |                   |
| 麗興     | 2004年－2007年        | 陳偉業 |                 | 無黨籍 → 社民連   |
| 麗興     | 2008年－2011年        | 陳偉業 |                 | 社民連 → 人民力量 |
| 麗興     | 2012年－2015年        | 林琳   |                 | 民建聯            |
| 荃灣西   | 2016年－2019年        | 林琳   |                 | 民建聯            |
| 荃灣西   | 2020年－2021年7月10日 | 易承聰 |                 | 民主黨            |
| 荃灣西   | 2021年7月11日－2023年 | 懸空   | 懸空            | 懸空              |

## 歷屆選舉結果
| 政党   | 政党   | 候选人    | 票数  | %     | ±      |
| ------ | ------ | --------- | ----- | ----- | ------ |
|        | 民主黨 | ①. 易承聰 | 4,718 | 61.85 | 不適用 |
|        | 民建聯 | ②. 林琳   | 2,910 | 38.15 | ▼13.63 |
| 多数票 | 多数票 | 多数票    | 1,808 | 23.70 | ▲3.47  |

| 政党   | 政党                         | 候选人    | 票数  | %     | ±     |
| ------ | ---------------------------- | --------- | ----- | ----- | ----- |
|        | 麗城花園第三期業主權益關注組 | ①. 朱順明 | 793   | 16.68 | N/A   |
|        | 民建聯                       | ②. 林琳   | 2,462 | 51.78 | ▲0.81 |
|        | 荃灣民生動力                 | ③. 潘昭霖 | 1,500 | 31.55 | N/A   |
| 多数票 | 多数票                       | 多数票    | 962   | 20.23 | ▼3.64 |

| 政党   | 政党     | 候选人    | 票数  | %     | ±      |
| ------ | -------- | --------- | ----- | ----- | ------ |
|        | 民建聯   | ①. 林琳   | 1,965 | 50.97 | ▲17.02 |
|        | 人民力量 | ②. 陳素玲 | 1,045 | 27.11 | 不適用 |
|        | 自由黨   | ③. 歐銘絲 | 845   | 21.92 | 不適用 |
| 多数票 | 多数票   | 多数票    | 960   | 23.87 | ▼8.22  |

| 政党   | 政党   | 候选人    | 票数  | %     | ±      |
| ------ | ------ | --------- | ----- | ----- | ------ |
|        | 社民連 | ①. 陳偉業 | 1,739 | 66.05 | ▲0.86  |
|        | 民建聯 | ②. 丘增強 | 894   | 33.95 | 不適用 |
| 多数票 | 多数票 | 多数票    | 845   | 32.09 | 不適用 |

| 政党   | 政党         | 候选人    | 票数  | %     | ±      |
| ------ | ------------ | --------- | ----- | ----- | ------ |
|        | 獨立         | ①. 陳偉業 | 1,860 | 65.19 | 不適用 |
|        | 新界社團聯會 | ②. 古揚邦 | 541   | 18.96 | 不適用 |
|        | 港進聯       | ③. 盧炳生 | 452   | 15.84 | 不適用 |
| 多数票 | 多数票       | 多数票    | 1,319‬ | 46.23 | 不適用 |

| 政党   | 政党   | 候选人    | 票数  | %     | ±      |
| ------ | ------ | --------- | ----- | ----- | ------ |
|        | 港進聯 | ①. 麥日超 | 797   | 36.29 | 不適用 |
|        | 民主黨 | ②. 陳偉業 | 1,399 | 63.71 | 不適用 |
| 多数票 | 多数票 | 多数票    | ‬602   | 27.41 | 不適用 |

| 政党   | 政党               | 候选人 | 票数  | %     | ±      |
| ------ | ------------------ | ------ | ----- | ----- | ------ |
|        | 港同盟/匯 匯點     | 鄭詠基 | 1,599 | 70.66 | 不適用 |
|        | 全民(社會服務)聯線 | 楊福琪 | 664   | 29.34 | 不適用 |
| 多数票 | 多数票             | 多数票 | ‬935   | 41.32 | 不適用 |